# Nikki Reed
 Der er for få eller ingen kildehenvisninger i denne artikel, hvilket er et problem. Du kan hjælpe ved at angive troværdige kilder til de påstande, som fremføres i artiklen.

Nicole Houston Reed (født 17. maj 1988 i Los Angeles, Californien, USA) er en amerikansk skuespillerinde. Hun har bl.a. spillet med i Twilight–serien, hvor hun spiller vampyren Rosalie Hale. Hun er gode venner med medskuespillerne Kristen Stewart og Elizabeth Reaser fra Twilight. Derudover har hun også medvirket i filmen Thirteen. Hun er datter af Seth Reed. Nikki er 1,64 cm høj.